# Monika Beňová
Monika Beňová (* 15. srpna 1968 Bratislava) je slovenská politička. Od roku 2004 nepřetržitě působí jako poslankyně Evropského parlamentu. V minulosti byla členkou Pokrokového spojenectví socialistů a demokratů (S&D). Je členkou strany SMER-SD, jejíž členkou je od jejího vzniku v roce 1999 (stranu zároveň pomáhala spoluzakládat).

## Osobní život
Narodila se v roce 1968 v Bratislavě, kde prožila celé dětství. Absolvovala nejprve ZDŠ Ernesta Thälmanna, poté několik let studovala na Gymnáziu Ivana Horvátha a od třetího ročníku navštěvovala Gymnázium Vazovova. Na Filozofické fakultě Univerzity Komenského poté zahájila studium sociologie, nicméně je přerušila po narození syna Martina. V letech 2000 až 2006 studovala na Fakultě politických věd a mezinárodních vztahů Univerzity Mateja Bela v Banské Bystrici politologii. Před vstupem do politiky působila jako asistentka a později ředitelka v několika soukromých firmách.
Jejím prvním manželem byl Martin Beňo, který zemřel v roce 2004, a se kterým má syna Martina. Podruhé se vdala v květnu 2006 za Fedora Flašíka, mediálního spolupracovníka SMERu-SD; rozvedla se v roce 2017. S právníkem Ľubomírem Klčom se jí poté v listopadu 2020 narodila dcera Léa. Prodělala několik plastických operací.

## Politické působení
V roce 1999 se stala generální manažerkou nově založené strany SMER, založené Robertem Ficem, jíž byla do roku 2001. V letech 2000 až 2006 působila jako místopředsedkyně strany, přičemž do března 2006 působila také jako stínová ministryně zahraničních věcí.
V parlamentních volbách na Slovensku v roce 2002 byla za SMER-SD zvolena poslankyní Národní rady, přičemž působila ve výborech pro životní prostředí a ochranu přírody a ve výboru pro evropskou integraci. Byla také místopředsedkyní Stálé delegace NR SR do Společného parlamentního výboru EU a Slovenska. V letech 2003 až 2004 byla pozorovatelkou v Evropském parlamentu. V Národní radě SR poté působila do 20. července 2004, kdy jí mandát zanikl poté, co byla Beňová zvolena poslankyní Evropského parlamentu.

### Evropský parlament
V evropských volbách v roce 2004 byla za stranu SMER-SD zvolena europoslankyní, přičemž tento mandát posléze obhájila ve všech nadcházejících volbách v letech 2009, 2014, 2019 i 2024. V roce 2019 se stala jediným europoslancem za Slovensko, který byl zvolen i pro čtvrté funkční období, v roce 2024 pak také jedinou poslankyní v historii země, která byla zvolena již pro páté funkční období. V letech 2019 až 2023 byla kvestorkou Evropského parlamentu, členkou výboru pro životní prostředí, veřejné zdraví a bezpečnost potravin. Dříve působila také například ve Výboru pro zahraniční věci. K roku 2025 působila jako členka výboru pro životní prostředí, klima a bezpečnost potravin a výboru pro veřejné zdraví.

### Komunální působení
Ve volbách do orgánů samosprávných krajů na Slovensku 2005 byla zvolena poslankyní zastupitelstva Bratislavského kraje za okres Okres Bratislava II. Posléze byla zvolena zástupkyní předsedy kraje. V komunálních volbách v roce 2006 kandidovala na funkci primátorky Bratislavy, přičemž se ziskem 39 523 hlasů skončila ve volbách na druhém místě za Andrejem Ďurkovským. Mandát poslankyně bratislavského samosprávného kraje poté obhájila i v roce 2009, když získala 4 659 hlasů, tj. nejvíce ve volebním obvodě Bratislava II.